# Podłęże (Łódź)
Pour les articles homonymes, voir Podłęże.
Podłęże (prononcé en polonais : [pɔdˈwɛ̃ʐɛ]) est un village de la gmina de Świnice Warckie, du powiat de Łęczyca, dans la voïvodie de Łódź, situé dans le centre de la Pologne.
Il se situe à environ 9 kilomètres à l'est de Świnice Warckie (siège de la gmina), 12 kilomètres à l'ouest de Łęczyca (siège du powiat) et 41 kilomètres au nord-ouest de Łódź (capitale de la voïvodie).

## Administration
De 1975 à 1998, le village était attaché administrativement à l'ancienne voïvodie de Konin.

Depuis 1999, il fait partie de la nouvelle voïvodie de Łódź.